# Bjørn Opsahl
Bjorn Opsahl (10. srpna 1968 – 27. února 2025) byl norský fotograf, režisér a lektor z Osla. Opsahl debutoval jako vizuální umělec výstavou „Deadscapes“ v roce 2005 v Henie Onstad Art Centre a v roce 2009 navázal na „Ask the Dust“ ve Stenersenově muzeu.

## Životopis
Opsahl byl fotograf a porotce v Norské Next Top Model (sezóna 4 a 5, všechny epizody) a Švédské Next Top Model (4 sezóna, epizoda 10). Byl také porotcem a fotografem všech epizod soutěže Miss Universe v Norsku v roce 2005. Po přestěhování do Los Angeles v roce 2008 se účastnil televizní show tatérky Kat Von D s názvem LA Ink (sezóna 3, epizoda 13). Opsahl vyučoval fotografii a režisérství na Nordic School of Photography v Oslu, a od roku 2005 uspořádal řadu workshopů a přednášek po celé zemi. V roce 2011 začal spolupracovat se skandinávskou talk show Skavlan, která skončila na podzim 2014 s knihou a výstavami v Oslu a Stockholmu. Opsahl portrétoval Skavlanovy hosty v zákulisí a pracoval s mezinárodními celebritami, jako jsou Lionel Richie, Sir Ben Kingsley, Noel Gallagher, Petter Stordalen, Dave Grohl, Bruno Mars a Justin Bieber. Jeho fotografie byly publikovány v mezinárodních časopisech, jako jsou Rolling Stone, Financial Times, Elle nebo Cosmopolitan.
Opsahl neměl žádné formální fotografické vzdělání, ať už ze školy, ani jako asistent. Začínal jako roadie na různých festivalech a rockových koncertech. Během polední přestávky v práci šel do místní večerky koupit klobásu a pět losů. Vyhrál 25 000 NOK (přibližně 5 000 USD) a odcestoval do Stockholmu na párty. Když se o několik dní později vrátil domů, koupil si svůj první fotoaparát.
V roce 2010 byl fotografem na svatbě norského miliardáře Pettera Stordalena a environmentalistky Gunhild Anker Stordalenové, která se konala v Marrákeši a stála 5 milionů amerických dolarů.
Bjorn Opsahl také pracoval jako režisér reklam a hudebních videí.
Opsahl byl přítel legendárního fotografa Antona Corbijna a pořídil Corbijnovy aktuální tiskové fotografie.
Dne 27. února 2025 Opsahl spáchal sebevraždu.

## Výstavy

### Samostatné
- 1995: Björk – Benátky / Stockholm – Barbeint, Oslo
- 2005: Deadscapes – Henie-Onstad Art Center, Bærum[13]
- 2009: Ask the Dust – Stenersen Museum, Oslo[14]
- 2012: Black Eye – Mezinárodní festival fotografie Nordic Light, Kristiansund

### Kolektivní
- 1996: Trikkehallene i Oslo – Tinagent's Arena 18:39
- 1998: Kuba i Oslo – Tinagent's Arena 1998
- 1998: Henie Onstad Kunstsenter – Christo Hommage
- 2002: Havnehallene, Oslo – KORK, 53 hudebníků se setkává s 53 fotografy
- 2002: Quart-festivalen: – Opsahl / Leardini
- 2003: T-banen, Oslo – Undereksponert